# Programa Venera
El programa Venera (en rus Венера, també conegut als països occidentals com Venusik) fou un programa de sondes espacials desenvolupat per la Unió Soviètica entre 1961 i 1983 per a l'estudi del planeta Venus. Les sondes Venera van ser les primeres a completar un viatge interplanetari, entrar en l'atmosfera d'un altre planeta, fer un aterratge controlat en un altre planeta, a enviar imatges des de la seva superfície i a realitzar mapes de radar de Venus.
En total el programa envià 16 sondes al planeta Venus, més una primera que no arribà a sortir de l'òrbita terrestre. Les Venera 3 - Venera 6 estaven destinades a fer mesures de l'atmosfera de Venus i no tenien cap sistema especial d'aterratge encara que se suposa que van xocar amb la superfície de Venus. La Venera 7 va ser la primera dissenyada per a aterrar, suportar les condicions ambientals i estudiar la superfície del planeta i hi va fer un aterratge controlat el 1970. A partir de la Venera 9 es modificà el disseny bàsic de les sondes, que es feren més grans i sofisticades i es dissenyaren per suportar les dures condicions del planeta durant més de 30 minuts. Les Venera 15 i Venera 16 no incorporaven cap mòdul de superfície però en canvi duien un complet equip per cartografiar per radar el planeta.